# My Kinda Party (песня Джейсона Алдина)
«My Kinda Party» — песня американского кантри-певца Джейсона Алдина, вышедшая 16 августа 2010 года в качестве 1-го сингла с его четвёртого студийного альбома My Kinda Party (2010). Песню написал Брэнтли Гилберт (и впервые она вышла на его альбоме 2009 года «Modern Day Prodigal Son»), продюсером был Майкл Кнокс. Сингл достиг второго места в кантри-чарте Hot Country Songs.
Песня была сертифицирована в платиновом статусе RIAA и получила положительные и умеренные отзывы музыкальной критики и интернет-изданий.

## Чарты
| Чарт (2010)                         | Высшая позиция |
| ----------------------------------- | -------------- |
| Канада (Billboard Canadian Hot 100) | 99             |
| США (Billboard Hot 100)             | 39             |
| США (Billboard Hot Country Songs)   | 2              |

## Итоговые годовые чарты
| Чарт (2010)                  | Позиция |
| ---------------------------- | ------- |
| US Country Songs (Billboard) | 53      |